# Мороховец, Евгений Андреевич
Евге́ний Андре́евич Морохове́ц (23 апреля 1880, село Вышний Реутец Обоянского уезда Курской губернии — 3 октября 1941, пос. Боровое, Щучинский район, Акмолинская область, Казахская ССР) — советский историк, политический деятель.

## Биография
Отец Евгения Андреевича, Андрей Евлампиевич Мороховец, происходил из запорожского казачества, был коммерсантом и землевладельцем, земским деятелем в Курской губернии.  Его мать — Лидия Львовна Сомова, дочь участника обороны Севастополя Льва Никаноровича Сомова.
Окончил Курскую гимназию с серебряной медалью и поступил на историко-филологический факультет Московского университета. В 1902 году участвовал в сходке, на которой был принят манифест с требованием демократических реформ в высшей школе, за что был посажен на полгода в курскую тюрьму.  В 1903 году добился восстановления в университете и в следующем году окончил его. Своими учителями он считал В.О. Ключевского и П.Г. Виноградова.
Окончив университет, переехал в Иваново-Вознесенск, где преподавал в механико-техническом училище и женской гимназии.  В 1911 году был выслан из Иваново-Вознесенска и переехал в Козельск. 
С 1912 года жил в Ростове, где преподавал историю и латынь в мужской гимназии им. А. Л. Кекина. Одновременно руководил ячейкой РСДРП Ростовского уезда.
После Февральской революции был избран председателем совета рабочих и солдатских депутатов Ростовского уезда, депутатом местной думы, после Октябрьской революции отошёл от политической деятельности, так как считал себя меньшевиком.
В 1918 году вступил в 1-й ростовский партизанский отряд в качестве заведующего хозяйственной частью.
В 1920 году с помощью своего друга В.П.Волгина переезжает в Москву, где начал преподавать историю в МГУ.
C 1925 года Е. Мороховец — доцент, а с 1926 года — профессор МГУ, избирается действительным членом Института истории Российской ассоциации научно-исследовательских институтов общественных наук, в 1927—1928 году— ученый секретарь этого института. 
В 1926 году он опубликовал монографию «Крестьянское движение и социал-демократия в эпоху Первой русской революции», в 1929 году вышли его книги «История России в период промышленного капитализма» и «Аграрные программы российских политических партий в 1917 году», а в 1931 году — «Крестьянское движение 1827—1869 годов». 
В 1931 году по инициативе Е.А.Мороховца и А.М. Панкратовой была впервые в СССР выпущена группа студентов МГУ по специальности «историк-архивист».
В 1935 году Мороховец без защиты диссертации был утвержден в степени доктора исторических наук. В том же году он перешел на работу в Историко-археографический институт АН СССР, а с февраля 1936 года — в Институт истории АН СССР, где участвовал в подготовке учебника по истории СССР для вузов, многотомной «История СССР». (главный редактор VI тома). 
В 1937 году вышла его книга «Крестьянская реформа 1861 года» — первая публикация в СССР на эту тему.
Умер в эвакуации в посёлке Боровое Щучинского района Акмолинской области Казахской ССР.  
Семья вернулась из эвакуации в Москву в 1943 году.

#### Семья
Жена (с 1902) — Капитолина Филипповна, урожд. Карташова (1882—1962)
Дети:
- Галина (1903—1987, в замуж. Грюнберг)
- Ольга (1905—1986, в замуж. Волкова), врач. Ее внук — Илья Алексеевич Тенета, скульптор; правнуки — Владимир Ильич Тенета, архитектор и Алексей Ильич Тенета, актер[6].
- Андрей (1914—1978), окончил химический факультет МГУ. Участник Советско-финской войны, Великой Отечественной войны[7]. После демобилизации работал в Институте физической химии АН СССР, участник советского атомного проекта[8].
- Анна (1915—1977, в замуж. Малеинова), врач-ренгенолог. Ее муж, Алексей Александрович Малеинов (1912-—1991), мастер спорта СССР, один из основателей спортивного альпинизма в СССР[9].

Сестра Евгения Андреевича — Галина Андреевна Мороховец (1884—1968) была замужем за генерал-майором В.М.Балабановым.

## Интересные факты
- В Иваново-Вознесенске снимал квартиру в доме известного революционера А.С.Бубнова, с которым был лично знаком.

## Основные сочинения
- Мороховец Е. А. Крестьянское движение и социал-демократия в эпоху первой русской революции. — М.: Госиздат, 1926. — 240 с.
- Мороховец Е. А. Аграрные программы российских политических партий в 1917 году. — Л., 1929.
- Мороховец Е. А. Крестьянская реформа 1861 года. — М.: Соцэкгиз, 1937. — 162 с.